# Howards End (filme)
Howards End (pt: Regresso a Howards End - br: Retorno a Howard's End) é um filme inglês, (co-produzido pelo Japão), de 1992, realizado por James Ivory.

## Sinopse
Na Londres de 1910, Margaret (Emma Thompson) e Helen Schlegel (Helena Bonham Carter), duas irmãs inglesas de origem alemã, levam uma vida mundana e pacífica, morando com o irmão Tibby Schlegel (Adrian Ross Magenty) e uma tia, Juley (Prunnela Scalles). Frequentam a conservadora família aristocrata Wilcox. Por outro lado, tornam-se amigas de Leonard Bast (Samuel West), um bancário modesto que gosta de literatura, casado com Jacky Bast (Nicola Duffetty).
Depois da morte da matriarca da família Wilcox, Ruth (Vanessa Redgrave), sua família esconde que ela desejava deixar Howards End como herança para Margaret Schlegel, de quem se tornara grande amiga nos últimos meses de vida. Ruth, inclusive, não se incomodava com as diferenças entre ela e Margaret, uma mulher liberal, feminista e à frente de seu tempo, destoando da conservadora e submissa Ruth.
Howards End era uma abastada e típica casa de campo inglesa, pela qual Ruth tinha uma grande estima, deixando, inclusive, por escrito seu desejo de destinar a propriedade à Margaret após sua morte.
Henry Wilcox (Anthony Hopkins), marido de Ruth, acaba se encantando com Margaret após a morte da esposa, e a pede em casamento. Ela aceita, e os dois se casam, gerando uma série de conflitos entre as duas famílias, principalmente por fatos envolvendo a irmã de Margaret, Helen, e seu protegido, Leonard Bast.

## Elenco
- Helena Bonham Carter … (Helen Schlegel)
- Emma Thompson … (Margaret Schlegel)
- Anthony Hopkins … (Henry J. Wilcox)
- Vanessa Redgrave … (Ruth Wilcox)
- Joseph Bennett … (Paul Wilcox)
- Prunella Scales … (Tia Juley)
- Adrian Ross Magenty … (Tibby Schlegel)
- Jo Kendall … (Annie)
- James Wilby … (Charles J. Wilcox)
- Jemma Redgrave … (Evie Wilcox)
- Samuel West … (Leonard Bast)
- Susie Lindeman … (Dolly Wilcox)
- Nicola Duffett … (Jacky Bast)
- Mark Payton … (Percy Cahill)

## Ficha técnica
- Título original: Howards End
- Sociedade de produção: Channel Four Films / Cinema 10 / Ide Films / Imagica / Japan Satellite Boradcasting / Merchand-Ivory Productions / Nippon Film Development and Finance, Inc. / Sumitomo
- Ano de produção: 1992   Reino Unido  Japão
- Realizador: James Ivory
- Argumento: Ruth Prawer Jhabvala, baseado no livro de E.M. Forster
- Produção: Ismail Merchant
- Música: Richard Robbins
- Fotografia: Tony Pierce-Roberts
- Desenho de Produção: Luciana Arrighi
- Direcção artísticate: John Ralph
- Guarda-Roupa: Jenny Beavan e John Bright
- Edição: Andrew Marcus
- Género: drama
- Tempo de Duração: 142 minutos
- Distribuição: Sony Pictures Classics
- Estreia mundial: 13 de março de 1992  Estados Unidos
- Estreia em Portugal: 2 de outubro de 1992

## Principais Prémios e Indicações
Oscar
Ganhou três Óscares, nas seguintes categorias:
- - Melhor Atriz Principal (Emma Thompson)
  - Melhor Argumento Adaptado
  - Melhor Direcção de Arte

(Recebeu ainda outras seis nomeações, nas seguintes categorias):
- - Melhor Filme
  - Melhor Realizador
  - Melhor Atriz Secundária (Vanessa Redgrave)
  - Melhor Banda Sonora
  - Melhor Figurino

Globo de Ouro
Ganhou o Globo de Ouro de Melhor Actriz – Drama (Emma Thompson)
(Recebeu ainda mais três nomeações):
- - Melhor Filme – Drama
  - Melhor Realizador
  - Melhor Argumento

BAFTA
Ganhou dois prémios BAFTA, nas seguintes categorias:
- - Melhor Filme
  - Melhor Atriz (Emma Thompson)

(Recebeu ainda outras nove nomeações, nas seguintes categorias):
- - Melhor Realizador
  - Melhor Ator Secundário (Samuel West)
  - Melhor Atriz Secundária (Helena Bonham Carter)
  - Melhor Argumento Adaptado
  - Melhor Guarda-Roupa
  - Melhor Fotografia
  - Melhor Caracterização
  - Melhor Edição
  - Melhor Desenho de Produção

- Ganhou o prémio do 45º Aniversário, no Festival de Cinema de Cannes
- Ganhou o Prémio Bodil de Melhor Filme Não-Americano

## Sobre o filme
Trata-se da terceira obra de E. M. Forster adaptada ao cinema por James Ivory e, talvez por isso, se possa constatar a facilidade com que o cineasta se move no universo daquele romancista. Num enredo onde se cruzam personagens de várias classes sociais, o filme constitui um fresco que ilustra o ambiente edwardiano, numa narrativa que oscila entre o irónico e o trágico. É de realçar o cuidado posto na encenação e nos décors, bem como o rigor da interpretação dos actores.